# خانه‌های شرکت نفت (شماره ۱۰۸)
منازل شرکت نفت (شماره ۱۰۸) مربوط به دوره پهلوی است و در آبادان، بریم شمالی شماره ۱۰۸ واقع شده و این اثر در تاریخ ۱۷ اسفند ۱۳۸۱ با شمارهٔ ثبت ۷۹۴۳ به‌عنوان یکی از آثار ملی ایران به ثبت رسیده است.